# Nombre reproductiu bàsic
| Malaltia                    | Transmissió                 | R0                   | LIG          |
| --------------------------- | --------------------------- | -------------------- | ------------ |
| Xarampió                    | Aerosols                    | 12–18                | 92–94%       |
| Varicel·la                  | Aerosols                    | 10–12                | 90–92%       |
| Parotiditis epidèmica       | Gotetes                     | 10–12                | 90–92%       |
| Rubèola                     | Gotetes                     | 6–7                  | 83–86%       |
| Polio                       | Via fecal-oral              | 5–7                  | 80–86%       |
| Tos ferina                  | Gotetes                     | 5,5                  | 82%          |
| COVID-19 (Variant Delta)    | Gotetes i aerosols          | 5.1                  | 80%          |
| Verola                      | Gotetes                     | 3,5–6,0              | 71–83%       |
| COVID-19 (Variant Alfa)     | Gotetes i aerosols          | 4–5[cal cita mèdica] | 75–80%       |
| VIH/SIDA                    | Líquids corporals           | 2–5                  | 50–80%       |
| COVID-19 (ancestre inicial) | Gotetes i aerosols          | 2,9 (2,4–3,4)        | 65% (58–71%) |
| SARS                        | Gotetes                     | 2–4                  | 50–75%       |
| Diftèria                    | Saliva                      | 2,6 (1,7–4,3)        | 62% (41–77%) |
| Refredat comú               | Gotetes                     | 2–3[cal cita mèdica] | 50–67%       |
| Ebola (Brot de 2014)        | Líquids corporals           | 1,8 (1,4–1,8)        | 44% (31–44%) |
| Grip (Pandèmia de 2009)     | Gotetes                     | 1,6 (1,3–2,0)        | 37% (25–51%) |
| Grip (cepes estacionals)    | Gotetes                     | 1,3 (1,2–1,4)        | 23% (17–29%) |
| Andes orthohantavirus       | Gotetes i líquids corporals | 1,2 (0,8–1,6)        | 16% (0–36%)  |
| Virus Nipah                 | Líquids corporals           | 0.48                 | 0%           |
| MERS                        | Gotetes                     | 0,47 (0,29–0,80)     | 0%           |
| Notes 1. 2. 3.              |                             |                      |              |

En epidemiologia, el nombre bàsic de reproducció (de vegades anomenat ritme bàsic de reproducció, ràtio reproductiva bàsica i denotades per R0, r sub-zero) d'una infecció és el nombre mitjà de casos nous que genera un cas donat al llarg d'un període infecciós.
Aquesta mètrica és útil a causa que ajuda a determinar quan una malaltia infecciosa pot donar lloc a un brot epidèmic seriós. Les arrels del concepte de número reproductiu bàsic es remunta al treball d'Alfred Lotka, Ronald Ross i altres, encara que la seva primera aplicació moderna es deu a George MacDonald en 1952, que va construir models epidemiològics de la propagació de la malària.
Quan
R0 < 1
el brot d'infecció s'extingeix després d'un llarg període. Però si
R0 > 1
la infecció pot arribar a propagar-se àmpliament entre una població, esdevenint en epidèmia.
Generalment, com més gran és R0 tant més difícil serà controlar l'epidèmia. Per exemple, els models simples, la proporció de la població que necessita estar vacunada per prevenir la propagació sostinguda de la infecció ve donada per 1 − 1/R0. El ritme reproductiu bàsic es veu afectat per molts factors, entre ells la durada del període infecciós d'un organisme, i el nombre de persones susceptibles dins de la població i amb els quals els pacients afectats entren en contacte.

## Altres usos
L'R0 s'usa també com una mesura d'èxit reproductiu individual en ecologia de poblacions. Representa el nombre mitjà de descendents creats sobre el període vital per un individu (sota condicions ideals).
Per a models epidemiològics simples, R0 pot ser calculat, sempre que la taxa de decaïment sigui coneguda.
Per al càlcul del risc de rebrot.

### Nombre reproductiu efectiu
En realitat, proporcions variables de la població són immunes a qualsevol malaltia en cada moment. Per explicar-ho, s'utilitza el nombre reproductiu efectiu Re, generalment escrit com Rt, o el nombre mitjà de noves infeccions causades per un sol individu infectat en el moment t en una població parcialment susceptible. Es pot trobar multiplicant R0 per la fracció S de la població susceptible. Quan augmenta la fracció de la població immune (és a dir, disminueix la població susceptible S) llavors Re cau per sota d’1, s'ha aconseguit la "immunitat de grup" i el nombre de casos que es produeixen a la població disminuirà gradualment fins a zero.

## Limitacions deR0
Quan es calcula a partir de models epidemiològics, particularment en els basats en equacions diferencials deterministes, sol indicar-se que l'R0 és solament un llindar, no un nombre mitjà d'infeccions secundàries. Existeixen diversos mètodes per estimar aquest llindar a partir d'un model matemàtic, però pocs d'ells proporcionen el veritable valor de l'R0. La situació es fa especialment problemàtica en el cas en què existeix un vector intermediari entre els portadors, com succeeix en el cas de la malària.
El que aquests llindars representen és si un brot s'extingeix per si mateix (si R0 < 1) o si per contra es torna epidèmic (si R0 > 1), però en general no pot comparar diferents tipus de brots. Per la qual cosa, els valors comparats de R0 han de ser presos amb precaució, especialment si els valors s'han calculat a partir de models matemàtics, que només constitueixen una aproximació al contagi de la malaltia.

## En la cultura popular
En la pel·lícula de 2011 Contagi, una pel·lícula de suspens sobre un desastre mèdic fictici, es presenten càlculs de R0 per reflectir la progressió d'una infecció fatal d'origen víric d'un cas d'estudi a una pandèmia.